# Robert Ajavon
Pour les articles homonymes, voir Ajavon.
Robert Ajavon, né le 10 avril 1910 à Lomé (Togoland) et mort le 5 octobre 1996 à La Rochelle (Charente-Maritime), est un homme politique franco-togolais.

## Biographie
Il est élu au Conseil de la République,.
En 1956, il est élu président de l'Assemblée législative du Togo.